# Demain ne meurt jamais
Cet article concerne le film. Pour la musique, voir Tomorrow Never Dies (chanson).
Série
GoldenEye
(1995) Le monde ne suffit pas
(1999)
Pour plus de détails, voir Fiche technique et Distribution.
Demain ne meurt jamais (Tomorrow Never Dies) est un film d'espionnage américano-britannique réalisé par Roger Spottiswoode et sorti en 1997. Il s'agit du 18e épisode de la série des films de James Bond produite par EON Productions. Pierce Brosnan incarne James Bond pour la deuxième fois.
Ce film est dédié à Albert R. Broccoli, producteur des seize premiers James Bond (bien que son nom soit mentionné dans GoldenEye), mort un an avant la sortie du film. C'est sa fille Barbara Broccoli et son beau-fils Michael G. Wilson, déjà présents dans la production depuis plusieurs films, qui assurent cette dernière, et qui vont continuer à le faire jusqu'à aujourd'hui. La dédicace apparaît à la fin du film, juste avant le générique.

## Synopsis

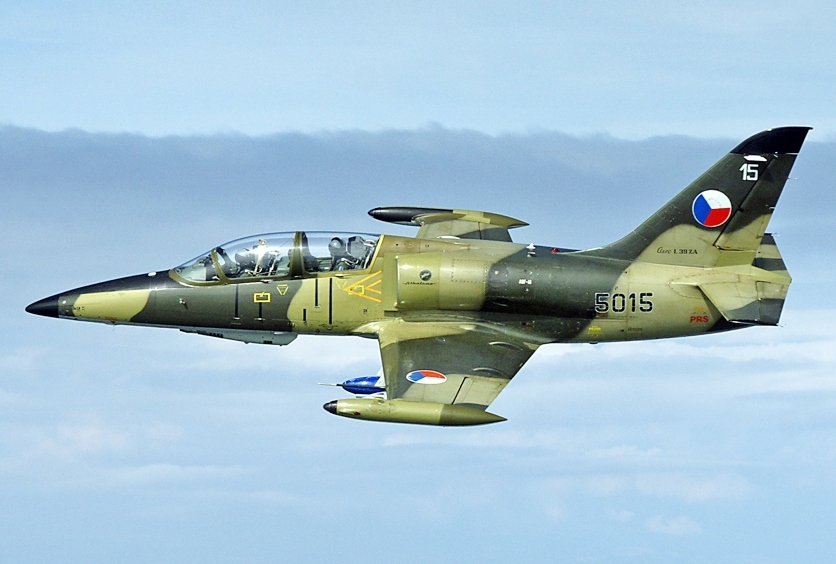
Aero L-39 Albatros subtilisé par Bond.

Dans une région reculée de Russie, James Bond infiltre un marché d'armes pour terroristes. Il parvient à installer un système de surveillance qui identifie plusieurs d'entre eux, dont Henry Gupta, l'inventeur du technoterrorisme, qui achète un encodeur GPS volé aux Américains. Comme les terroristes ont réuni une redoutable puissance de feu et que des élections sont imminentes à Moscou, il est impossible pour les forces russes de lancer un assaut terrestre. La Royal Navy décide donc de lancer une frappe navale, mais alors que le missile est en route, la surveillance montre un chasseur embarquant des torpilles nucléaires qui, combinées à la frappe navale, feront passer Tchernobyl pour une mauvaise plaisanterie. Heureusement, Bond parvient à détourner le chasseur et à le faire décoller juste à temps. Après s'être débarrassé de son poursuivant, Bond ramène l'avion en lieu sûr.

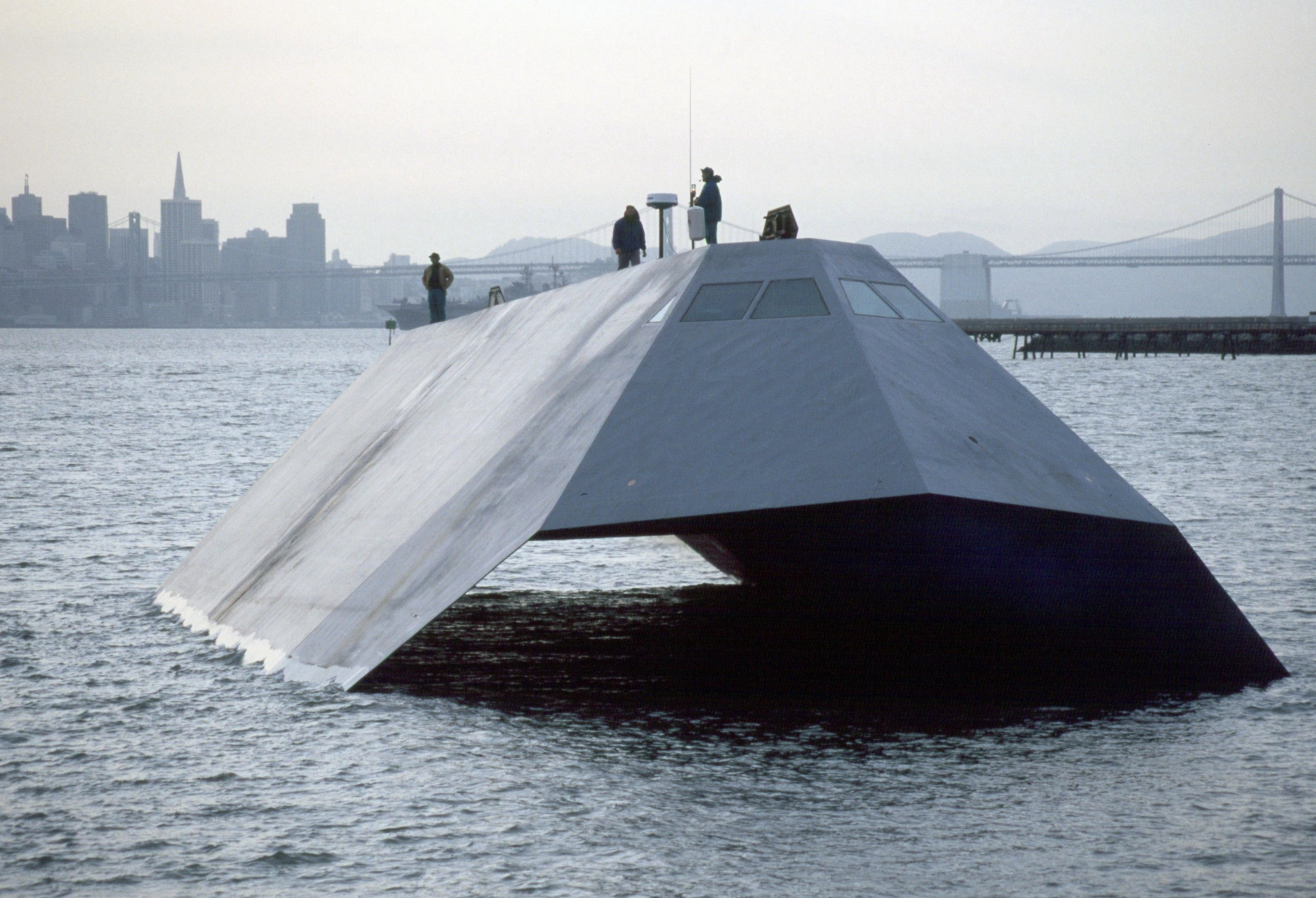
Le navire furtif de Carver est une copie plus grande et plus aboutie du Sea Shadow.

Le HMS Devonshire, frégate de la Royal Navy, navigue en pleine mer de Chine méridionale. Deux chasseurs chinois survolent le navire, l'accusant d'avoir pénétré dans les eaux territoriales chinoises, ce que dément l'équipage britannique, le satellite de positionnement les indiquant comme naviguant toujours en eaux internationales. Un navire furtif s'approche du navire britannique et le torpille avec une perforeuse, avant de détruire un des deux chasseurs chinois. Le Devonshire coule et les survivants sont assassinés par les marins du navire furtif, devant des caméras. Le navire furtif se révèle être sous le contrôle d'Elliot Carver, puissant magnat de la presse dirigeant l'empire médiatique du Carver Media Group Network (CMGN), et de son bras droit, M. Stamper. Ainsi, les Britanniques, persuadés que la destruction de leur navire est due aux Chinois, menacent le pays, et la crainte d'une guerre nucléaire est relayée par les publications du CMGN.

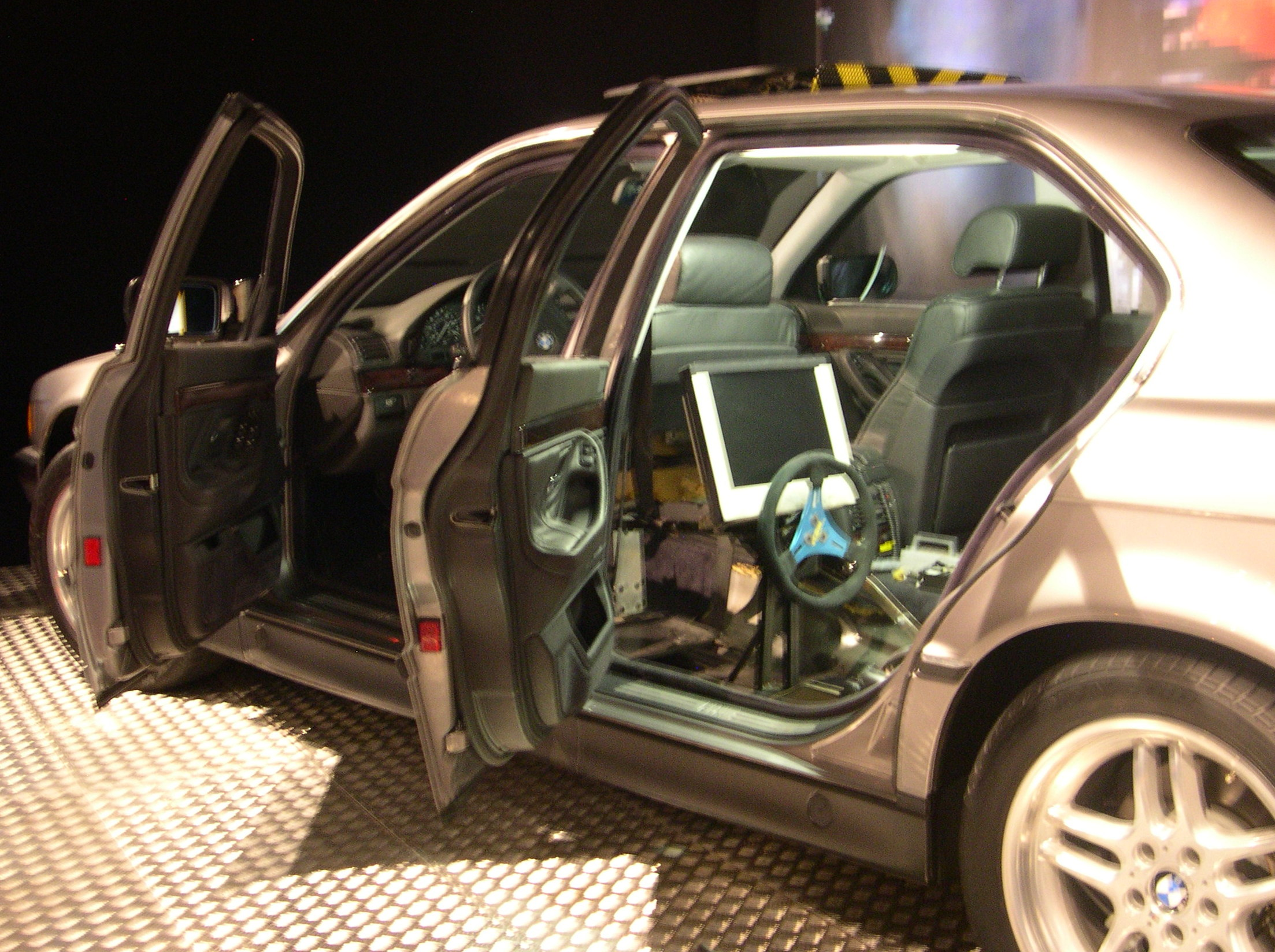
James Bond conduit une BMW Série 7.

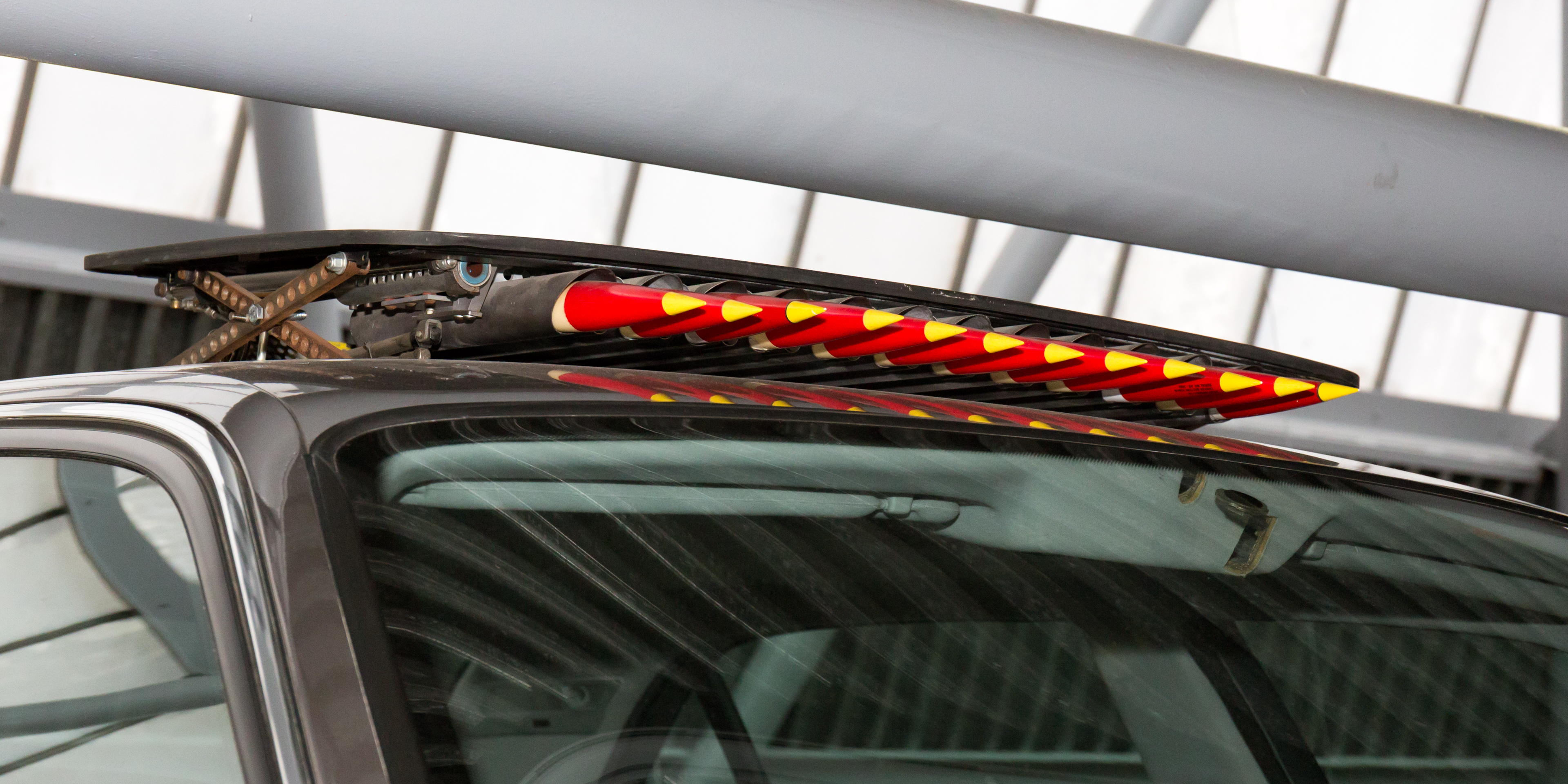
Les missiles sur le toit de la BMW

Plusieurs éléments font cependant douter de la culpabilité de la Chine dans l'assassinat des marins du Devonshire : le CMGN diffusait l'annonce de leur mort avant que les corps ne soient retrouvés et un satellite de Carver émettait des signaux similaires à ceux du GPS. Les services secrets britanniques chargent alors James Bond d'approcher le CMGN et M l'envoie à Hambourg, recontacter une de ses nombreuses conquêtes, Paris, qui se révèle être la femme actuelle d'Elliot Carver.
Se faisant passer pour un banquier, Bond pénètre au siège du CMGN, qui fête l'inauguration de son réseau satellitaire. Il y rencontre Elliot Carver et sa femme, Paris. Il la persuade alors de trahir Carver et de lui révéler des informations le concernant. Il y rencontre aussi Wai Lin, qui feint d'être une journaliste. Carver démasque Bond et fait assassiner Paris. Bond a cependant retrouvé l'encodeur satellitaire volé aux Américains qui a permis à Carver d'indiquer au Devonshire de fausses coordonnées géographiques et ainsi d'éveiller les soupçons chinois, et il s'est débarrassé des malfrats qui le poursuivaient, dont celui chargé de mettre en scène son suicide. La crise est à son paroxysme : la flotte britannique a rejoint les côtes chinoises et les forces aériennes chinoises sont déployées et en alerte maximale. La guerre semble inévitable.

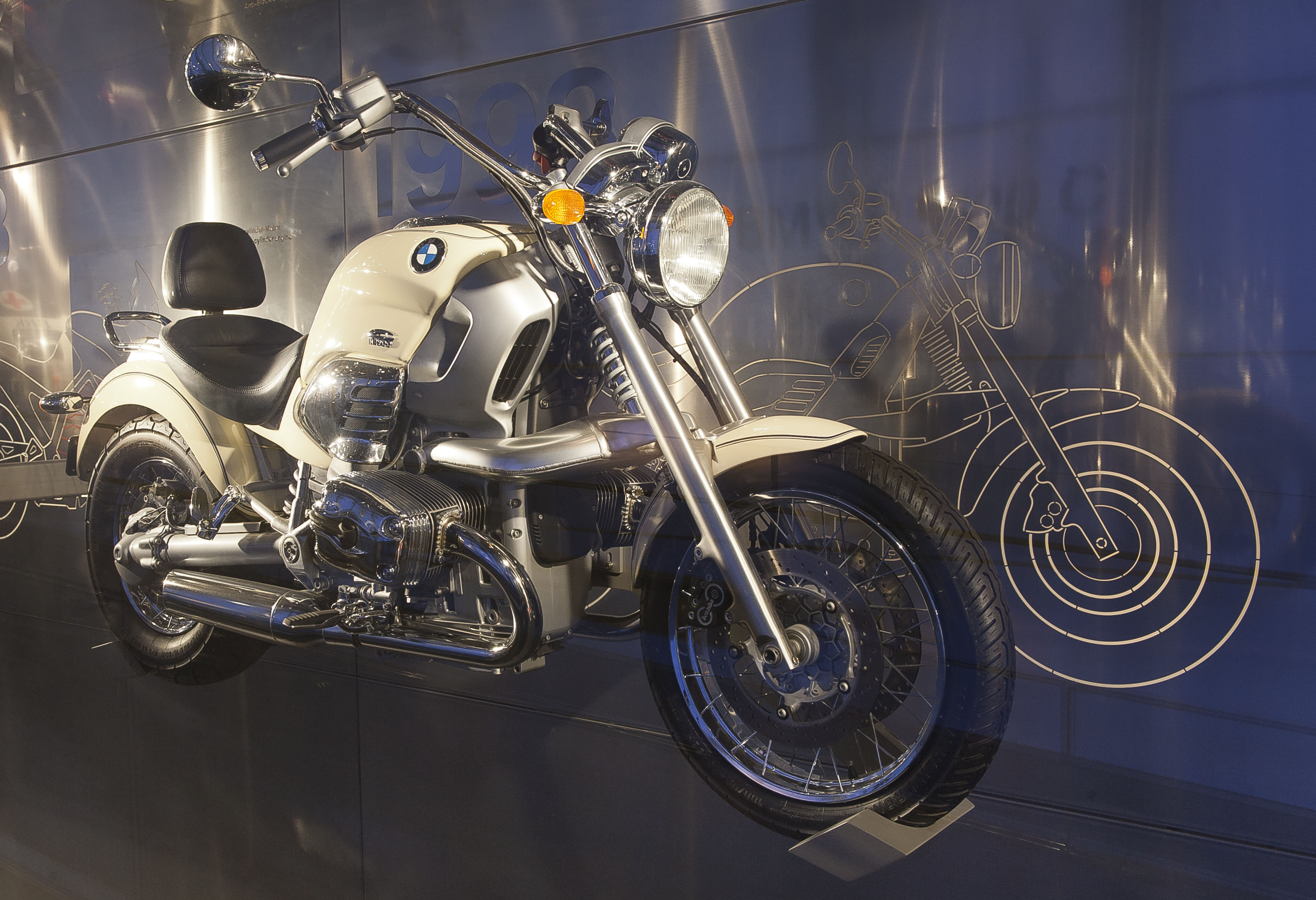
Moto BMW R 1200 C utilisée par Bond et Lin pour s'échapper

Bond se rend dans une base américaine avec l'encodeur et grâce aux experts du GPS, obtient la position réelle de la frégate. Bond se fait larguer sur le site du naufrage et retrouve Lin, qui est arrivé sur place en prenant un bateau de pêche. Tous deux plongent dans l'épave du Devonshire et découvrent que les hommes de Carver y ont volé un missile de croisière à ogive nucléaire. Cependant, Stamper les retrouve, les capture et les amène à Carver, dans ses bureaux logés dans un gratte-ciel de Saïgon. Wai Lin découvre que le général Chang est lié à Carver dans ce complot. Bond et Lin échappent encore à Carver et, réunissant leurs informations, se rendent compte qu'Elliot Carver dispose d'un navire furtif, seul moyen de mener son opération en toute discrétion. Ils se mettent alors à rechercher la baie où est ancré son navire furtif. Ils le retrouvent et y posent des mines. Toutefois, Carver les repère et ordonne à Stamper de les capturer et de détacher les mines. C'est chose faite et Lin est capturée, tandis que Bond passe pour mort.
Sur le pont de son navire furtif, Carver révèle son plan : le général Chang lancera l'offensive avec les forces aériennes chinoises, et Carver lancera le missile nucléaire britannique volé sur Pékin après que le général Chang y ait convoqué une réunion d'urgence des plus hautes autorités. Bien entendu, un « heureux hasard » fera que Chang sera retardé et échappera à la frappe nucléaire, ses forces coulant le reste de la flotte britannique. Il prendra dès lors le contrôle du gouvernement chinois et négociera un traité de paix, devenant ainsi un leader de classe mondiale et Prix Nobel de la paix. Carver se contentera de filmer les évènements en exclusivité et se verra enfin accorder l'accès exclusif aux canaux de télédiffusion chinois pour des décennies. Mais Bond reparaît et met en joue Gupta, chargé d'envoyer le missile, alors que Carver a pris Lin en otage, et exige un échange. N'ayant plus besoin de Gupta (le missile est prêt à être lancé), Carver choisit d'abattre ce dernier et se dispose à faire de même avec Bond. Ce dernier déclenche alors une explosion, la coque du navire furtif est perforée et les flottes chinoises et britanniques le repèrent sur leur radar. Après entente avec les Chinois, les Britanniques ouvrent le feu contre le navire.
Lin parvient à échapper à Carver et sabote la salle des machines tandis que Bond continue à endommager le navire. Carver déclenche la mise à feu du missile et en vient à menacer Bond de son arme. Bond, accoudé à une console, enclenche discrètement la perforeuse qui se tient derrière Carver, le plaque contre la console et celui-ci finit en lambeaux, broyé par les rotors de la perforeuse. Bond s'approche alors du missile pour tenter de le désactiver. Il voit alors Stamper, qui a enchaîné Lin, la plonger dans les eaux de la mer de Chine. Bond place des amorces explosives contre les tuyères du réacteur du missile et tente de secourir Lin. Il est stoppé par Stamper et les deux se battent sur la plate-forme de lancement. Bond parvient à coincer Stamper sous les tuyères du missile. Toutefois, celui-ci agrippe Bond et lui fait remarquer qu'ils vont mourir tous les deux. Bond se dégage des mains de Stamper, plonge dans l'eau alors que le missile explose, emportant avec lui Stamper et le navire furtif du CMGN. Bond, dans l'eau, parvient à libérer Wai Lin. La crise est résolue et Wai Lin et James se retrouvent sur un bout d'épave du navire furtif.
Au Royaume-Uni, pour couvrir la mort d'Elliot Carver, M demande à Moneypenny d'informer la presse qu'il s'est suicidé lors d'un séjour sur son yacht de luxe en mer de Chine méridionale.

## Fiche technique
- Titre francophone : Demain ne meurt jamais
- Titre original : Tomorrow Never Dies
- Titre de travail : Bond 18
- Réalisation : Roger Spottiswoode
- Scénario : Bruce Feirstein (en), d'après les personnages créés par Ian Fleming
- Décors : Allan Cameron
- Costumes : Lindy Hemming
- Photographie : Robert Elswit
- Musique : David Arnold, chanson du générique interprétée par Sheryl Crow
- Montage : Michel Arcand et Dominique Fortin
- Production : Michael G. Wilson et Barbara Broccoli
  - Production déléguée : Anthony Waye
- Sociétés de production : EON Productions, MGM, Danjaq et United Artists
- Sociétés de distribution :
  -  États-Unis : United Artists
  -  Royaume-Uni /  France : United International Pictures
- Budget : 110 000 000 USD[2]
- Pays de production :  Royaume-Uni /  États-Unis
- Langues originales : anglais, allemand, danois, mandarin et cantonais
- Format : couleur – 2,20:1 70 mm / 2,35:1 35 mm
- Genre : espionnage, action
- Durée : 119 minutes
- Dates de sortie[3] :
  - Royaume-Uni : 9 décembre 1997 (première mondiale à Londres), 12 décembre 1997 (sortie nationale)
  - États-Unis : 16 décembre 1997 (première à Los Angeles), 19 décembre 1997 (sortie nationale)
  - France : 17 décembre 1997

## Distribution
- Pierce Brosnan (VF : Emmanuel Jacomy) : James Bond 007
- Jonathan Pryce (VF : Jean-Luc Kayser) : Elliot Carver
- Michelle Yeoh (VF : Marie-Ann Tran) : Wai Lin
- Teri Hatcher (VF : Claire Guyot) : Paris Carver
- Ricky Jay (VF : Robert Darmel) : Henry Gupta
- Götz Otto (VF : Emmanuel Curtil) : M. Stamper
- Joe Don Baker (VF : Henri Lambert) : Jack Wade
- Vincent Schiavelli (VF : Albert Augier) : Dr Kaufman
- Judi Dench (VF : Liliane Gaudet) : « M »
- Desmond Llewelyn (VF : Georges Aubert) : « Q »
- Samantha Bond (VF : Brigitte Virtudes) : Miss Moneypenny
- Colin Salmon (VF : Thierry Desroses) : Charles Robinson
- Geoffrey Palmer (VF : Michel Castelain) : Amiral Roebuck
- Julian Fellowes (VF : Jean-Claude Balard) : Ministre de la Défense du Royaume-Uni
- Terence Rigby (VF : Alexandre Banguerski) : Général Bukharin (pré-générique)
- Cecilie Thomsen : Pr. Inga Bergstrom
- Nina Young : Tamara Steel
- Daphne Deckers (en) (VF : Andrea Koch) : La responsable des relations publiques de Carver (caméo)
- Colin Stinton (VF : Michel Roy) : Dr Dave Greenwalt
- Al Matthews (VF : Sylvain Lemarié) : Sergent de l'US Air Force
- Mark Spalding (VF : Guillaume Orsat) : Capitaine Scott, commandant du navire furtif de Carver
- Bruce Alexander : Capitaine du HMS Chester
- Anthony Green : Officier du HMS Chester
- Christopher Bowen (en) : Commandant Richard Day (HMS Devonshire)
- Andrew Hawkins : Lieutenant-Commandant Peter Hume (HMS Devonshire)
- Dominic Shaun : Lieutenant-Commandant (HMS Devonshire)
- Julian Rhind-Tutt : Sous-officier J. Tutt (HMS Devonshire)
- Gerard Butler : Matelot breveté (HMS Devonshire)
- Adam Barker : Matelot Wood, (HMS Devonshire)
- Michael Byrne : Vice-Amiral Kelly, commandant de la flotte britannique (HMS Bedford)
- Pip Torrens : Capitaine du HMS Bedford
- Hugh Bonneville : Officier de l'Armée de l'Air (HMS Bedford)
- Jason Watkins : Officier de l'Armée de l'Air (HMS Bedford)
- Eoin McCarthy (en) : Officier de l'Armée de l'Air (HMS Bedford)
- Brendan Coyle : Officier de l'Armée de l'Air (HMS Bedford)
- David Ashton (en) : First Sea Lord
- William Scott-Masson : Officier
- Laura Brattan (de) : Officier
- Nadia Cameron-Blakey : Beth Davidson
- Liza Ross : Mary Golson
- Hugo Napier : Jeff Hobbs
- Rolf Saxon : Philip Jones
- Kuo Chui : Général Chang
- Michael G. Wilson : Tom Wallace (caméo) (non crédité)
- Lee Sheward : Homme de main de Carver tombant sur l'imprimante mobile (non crédité)
- Khan Bonfils (en) : Satoshi Isagura (pré-générique) (non crédité)

Sources doublage : AlloDoublage (VF)

Acteurs principaux.
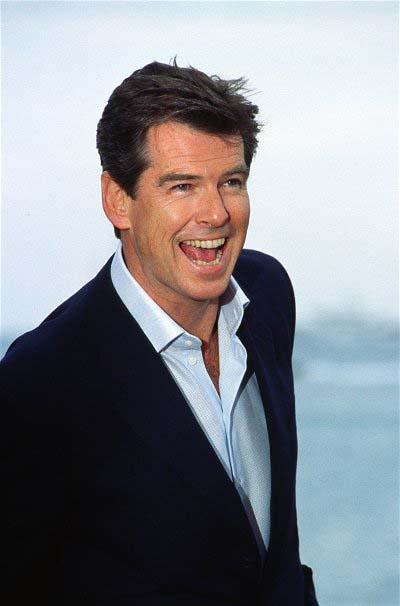
Pierce Brosnan en 2002.
Jonathan Pryce en 2007.
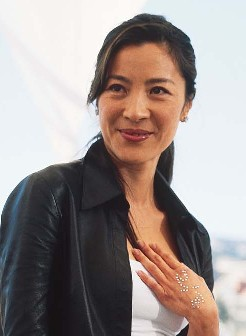
Michelle Yeoh en 2000.
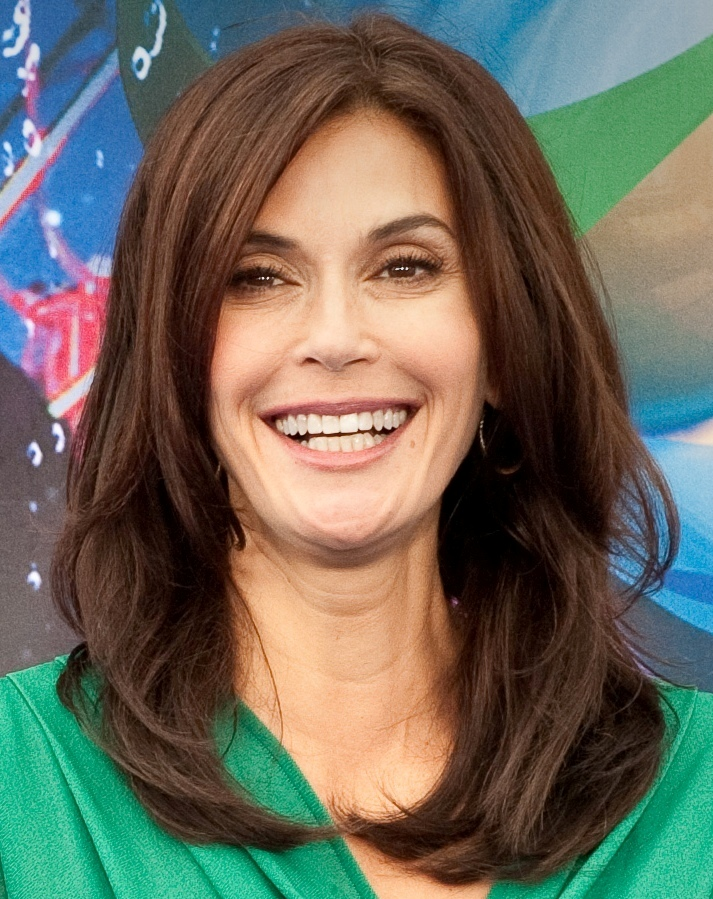
Teri Hatcher en 2010.
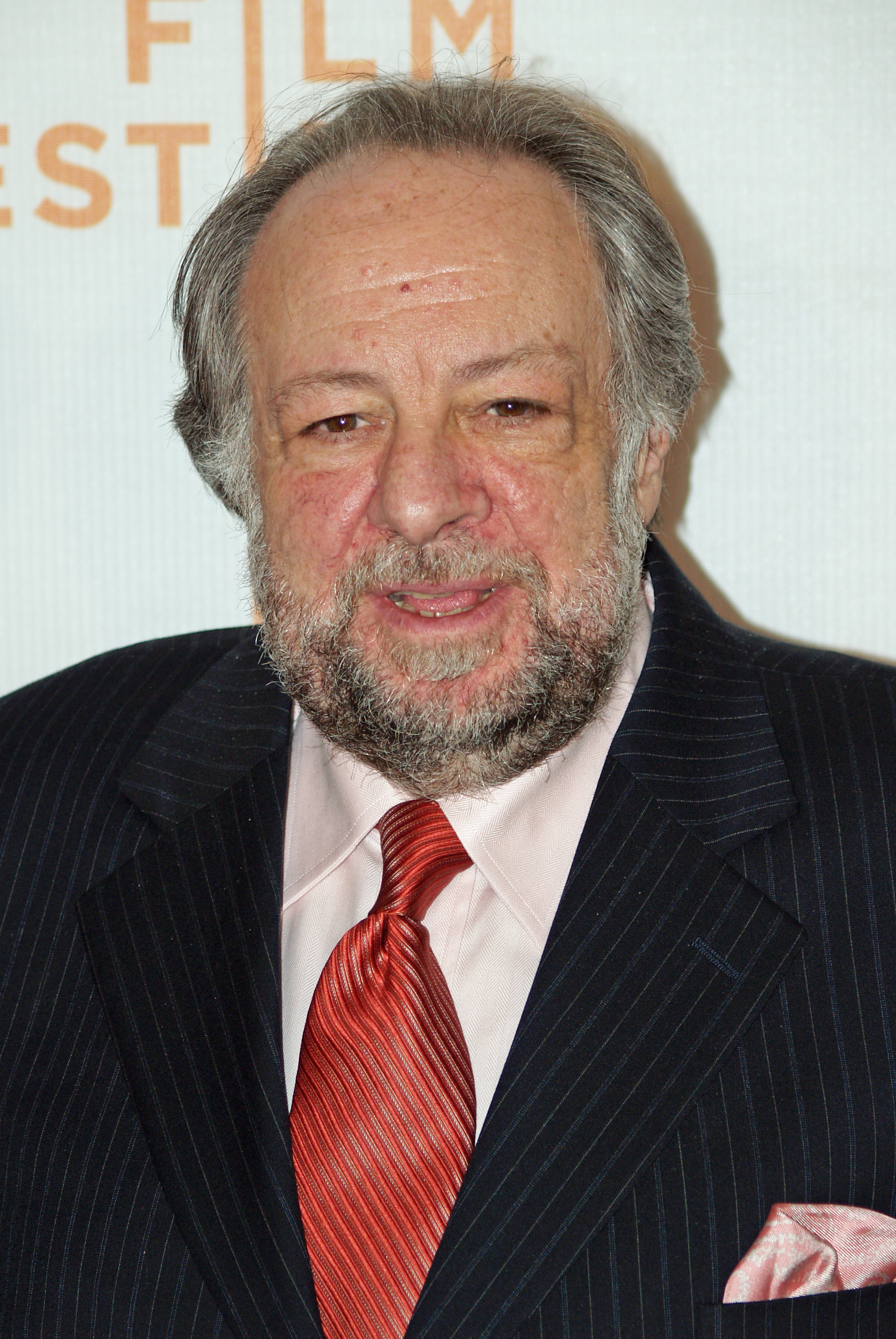
Ricky Jay en 2008.
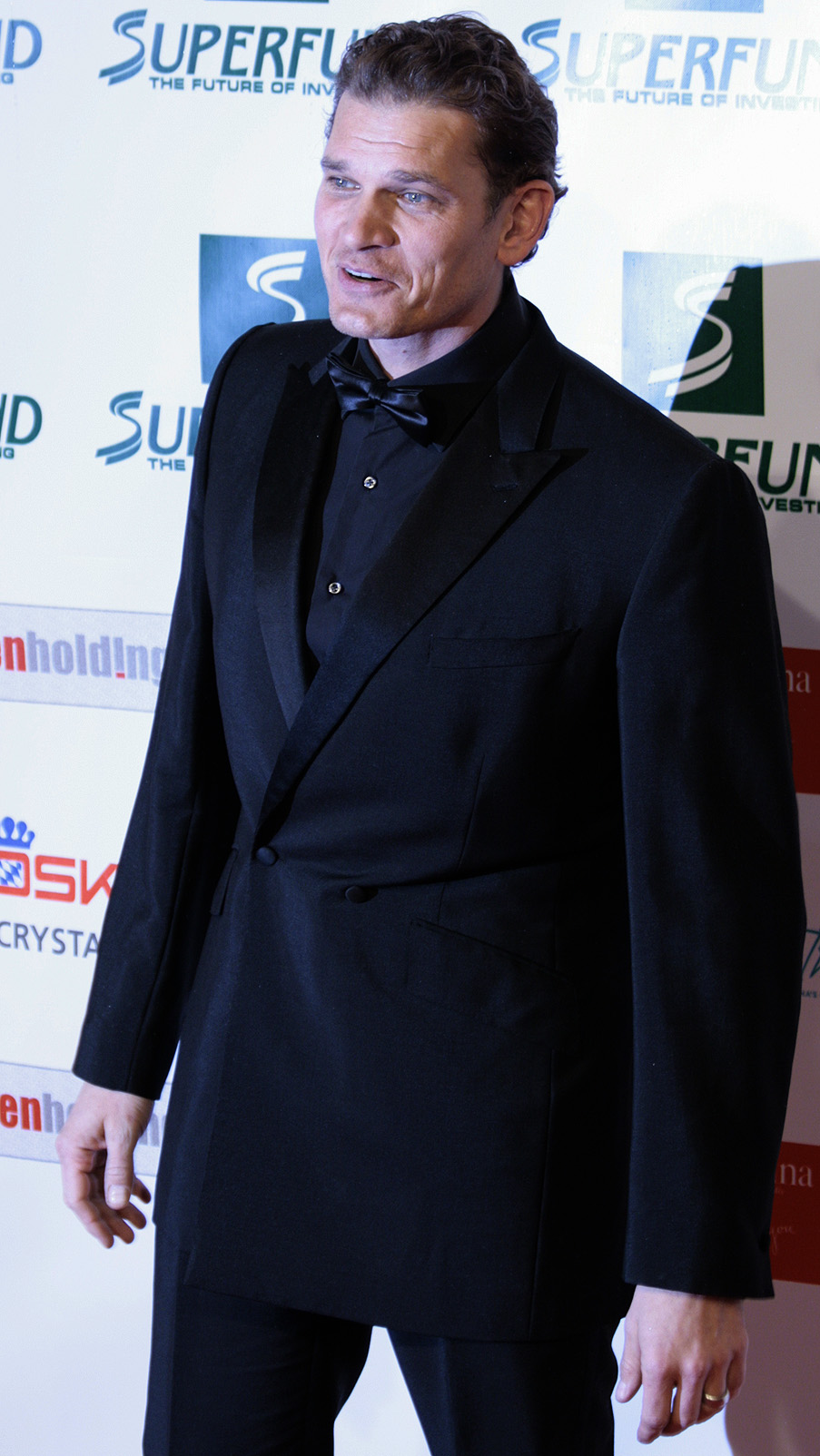
Götz Otto en 2009.

## Lieux de l'action
- Russie : aérodrome reconverti en marché d'armes pour terroristes (pré-générique)
- Allemagne, Hambourg
- Angleterre
  - Oxford
  - Londres
- Mer de Chine méridionale (base aérienne américaine)
- Vietnam
  - Hô Chi Minh-Ville
  - Baie d'Along

## Production
Après le succès de GoldenEye, la Metro-Goldwyn-Mayer, et particulièrement son propriétaire de l'époque Kirk Kerkorian, met la pression sur EON Productions pour produire rapidement un nouveau film. Par ailleurs, le producteur Michael G. Wilson souhaite également répondre aux attentes grandissantes du public : « vous vous rendez compte qu'il y a un public énorme et je suppose que vous ne voulez pas sortir un film qui va d'une façon ou d'une autre les décevoir. » C'est le premier film depuis la mort d'Albert R. Broccoli, producteur historique de la saga depuis James Bond 007 contre Dr No en 1962. Le réalisateur de GoldenEye Martin Campbell ne voulait pas réaliser un deuxième film consécutif, il est donc remplacé par Roger Spottiswoode en septembre 1996.
Le titre du film était à l'origine Tomorrow Never Lies (« Demain ne ment jamais ») en référence au journal d'Elliot Carver. Une coquille le transforma en Tomorrow Never Dies (Demain ne meurt jamais), titre qui plut aux producteurs. C'est également un clin d'œil à la chanson Tomorrow Never Knows des Beatles.

### Écriture
Pour le scénario, aucune œuvre de base de Ian Fleming n'est utilisée. Spottiswoode raconte que la MGM avait un scénario en janvier 1997 tournant autour de la rétrocession de Hong Kong à la Chine, qui a eu lieu en juillet 1997 ; toutefois, en raison du timing de la production, cette intrigue n'a pu être utilisée.
Donald E. Westlake écrit alors un premier essai, finalement non utilisé. Le scénariste de GoldenEye Bruce Feirstein (en) prend la relève. Il s'inspire de son passé dans le journalisme Le scénario passe ensuite par les mains de plusieurs autres comme Nicholas Meyer, Dan Petrie, Jr. ou David Campbell Wilson, avant que Bruce Feirstein (en) ne finalise le scénario. Michael G. Wilson rapporte plus tard que le script n'était cependant pas prêt à temps pour le tournage, ou bien qu'il n'était pas toujours raccord avec les lieux de tournage choisi, selon Pierce Brosnan. Certains acteurs comme Jonathan Pryce et Teri Hatcher et les producteurs n'étaient pas très satisfaits des réécritures et préféraient souvent la version de Dan Petrie, Jr. Ils souhaitaient quelques réécritures[réf. souhaitée].

### Attribution des rôles
Teri Hatcher a accepté, entre autres, le rôle de Paris Carver pour réaliser le fantasme de son époux d'être marié à une James Bond girl[réf. nécessaire]. Le mannequin Daphne Deckers (en) avait également auditionné pour ce rôle. Elle apparait toutefois dans le film en tant qu'employée de Carver.

### Tournage

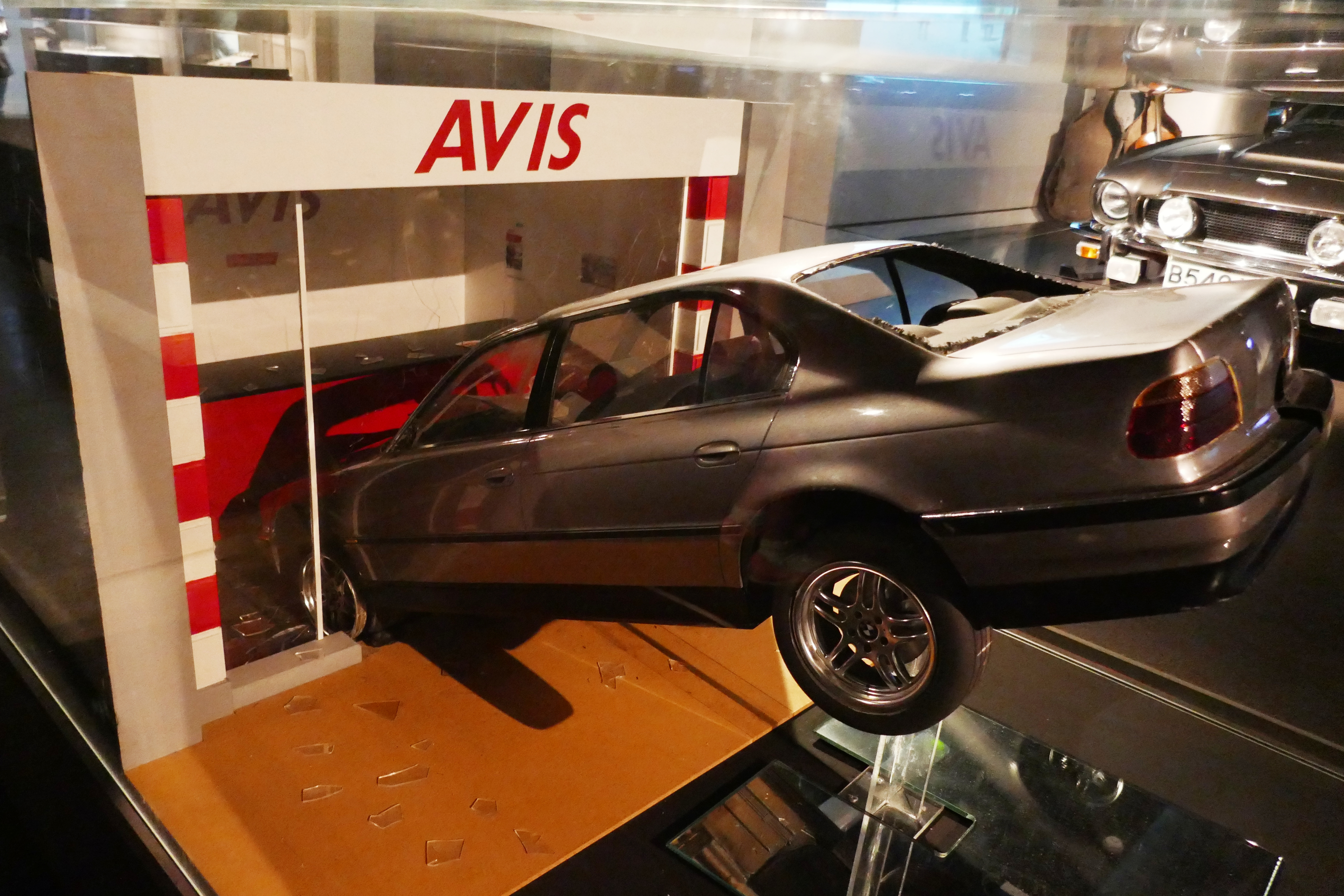
Maquette de la BMW 750iL crashée dans la devanture d'un Avis.

La seconde équipe commence le tournage sous la direction de Vic Armstrong le 18 janvier 1997 à Peyresourde sur l'Altiport de Peyresourde-Balestas dans les Hautes-Pyrénées pour la séquence de pré-générique, puis la seconde équipe se rend à Portsmouth pour la Royal Navy et les Chinois. L'équipe principale commence son tournage le 1er avril 1997 qui durera jusqu'au 5 septembre 1997. Le Studio de Leavesden, utilisé pour GoldenEye, étant occupé pour Star Wars, épisode I : La Menace fantôme (1999) de George Lucas, ils tournent sur un autre site, celui de Frogmore. Le plateau 007 des Pinewood Studios est également utilisé, comme dans la majorité des films récents de la saga.
Les scènes d’intérieur du navire Devonshire furent tournées dans un simulateur de Portsmouth (HMS Dryad). Des marins de la Royal Navy jouaient les figurants. En mai 1944, la base HMS Dryad avait accueilli le maréchal Montgomery et le général Eisenhower qui dirigeaient les préparatifs du débarquement de Normandie.
La scène où Paris Carver se rend à la chambre d’hôtel de Bond à Hambourg fut tournée au golf de Stoke Poges, là même où avait été filmée la partie de golf opposant 007 à Goldfinger.
Lorsque le tournage commença, Jonathan Pryce (Elliot Carver) et Teri Hatcher (Paris Carver) n’avaient pas encore été engagés, en revanche l'acteur Anthony Hopkins avait été approché pour le rôle de Carver.
Le tournage asiatique devait à l'origine avoir lieu à Hô Chi Minh-Ville au Viêt Nam, mais faute d'autorisation donnée à temps, l'équipe se rend à Bangkok, en Thaïlande.

#### Lieux de tournage
| Haute-Garonne ( France) : Bagnères-de-Luchon Hautes-Pyrénées ( France) : Ferrère Loudenvielle, Col de Peyresourde (premières scènes) Peyragudes (premières scènes) Altiport de Peyresourde-Balestas Bangkok ( Thaïlande) Bangkok (scènes censées se dérouler à Saïgon, Viêt Nam) Province de Phang Nga ( Thaïlande) Ko Tapu (en), l'île Khao Phing Kan, Phang Nga Bay (alias James Bond Island) Phang Nga Bay (scènes censées se dérouler dans la Baie de Hạ Long, Viêt Nam) Province de Phuket ( Thaïlande) Phuket (scènes censées se dérouler dans la Baie d'Along, Viêt Nam) | Angleterre de l'Est ( Royaume-Uni) : Borehamwood (Studios d'Elstree) Grand Londres ( Royaume-Uni) : Feltham Londres (Centre commercial de Brent Cross - scène de la course poursuite dans le parking) Angleterre du Sud-Est ( Royaume-Uni) : Iver Heath (Pinewood Studios) Oxford (université d'Oxford) Hambourg ( Allemagne) : Hambourg (extérieurs de l'hôtel Atlantic) Aéroport de Hambourg Floride ( États-Unis) Basse-Californie ( Mexique) (Fox Baja Studios) |

## Bande originale
Bandes originales James Bond
GoldenEye
(1995) Le monde ne suffit pas
(1999)
David Arnold compose pour la première fois la bande originale d'un film de James Bond. Il a auparavant produit et dirigé l'album Shaken and Stirred, sur lequel divers artistes ont repris les chansons les plus connues des films de la saga.
La chanson du générique de début a été choisie après une sorte de « compétition » entre divers artistes comme Saint-Étienne, Pulp, Sheryl Crow, Marc Almond et David Arnold. La chanson de ce dernier, logiquement intitulée "Tomorrow Never Dies", est chantée par k.d. lang et s'inscrit dans la lignée des John Barry/Shirley Bassey de la saga. Mais les producteurs préfèrent la chanson de l'américaine Sheryl Crow, plus connue à l'époque. La version de David Arnold est cependant conservée, renommée "Surrender" et utilisée comme générique de fin. "Tomorrow Never Dies" est nommée dans la catégorie meilleure chanson originale lors de la 55e cérémonie des Golden Globes en 1998, ainsi qu'aux Grammy Awards 1999 dans la catégorie meilleur titre écrit pour la télévision, le cinéma ou un programme spécial. À chaque fois, la chanson est battue par "My Heart Will Go On" de Céline Dion.

### Liste des titres
Toutes les musiques sont composées par David Arnold, sauf exception notée.
Édition 1997
1. Tomorrow Never Dies – Sheryl Crow (5:17)
2. White Knight (8:30)[14]
3. The Sinking of the Devonshire (7:07)
4. Company Car (3:08)[14]
5. Station Break (3:30)
6. Paris and Bond (1:55)
7. The Last Goodbye (1:34)
8. Hamburg Break In (2:52)
9. Hamburg Break Out (1:26)
10. Doctor Kaufman (2:26)
11. *-3-Send (1:17)
12. Underwater Discovery (3:37)
13. Backseat Driver – David Arnold & Alex Gifford (Propellerheads) (4:37)[14]
14. Surrender – k.d. lang (3:56) (musique de David Arnold et David McAlmont, paroles Don Black)
15. James Bond Theme – Moby (3:12)

## Accueil

### Accueil critique
Sur l'agrégateur américain Rotten Tomatoes, le film récolte 57 % d'opinions favorables pour 87 critiques. Sur Metacritic, il obtient une note moyenne de 52⁄100 pour 38 critiques.

### Box-office
| Pays       | Box-office (1999) | Classement de l'année (1999) |
| ---------- | ----------------- | ---------------------------- |
| Monde      | 339 267 833 US$   | 4e                           |
| États-Unis | 125 304 276 US$   | 10e                          |
| France     | 3 571 826 entrées | 8e                           |

## Distinctions
Source : Internet Movie Database

### Récompenses
Le film obtient les récompenses suivantes :
| Année | Cérémonie ou récompense      | Prix                                                                          | Lauréat(es)                   |
| ----- | ---------------------------- | ----------------------------------------------------------------------------- | ----------------------------- |
| 1998  | Saturn Awards                | Meilleur acteur                                                               | Pierce Brosnan                |
| 1998  | BMI Film and TV Awards       | Meilleure musique de film                                                     | David Arnold                  |
| 1998  | Bogey Awards                 | Trois millions d'entrées en trente jours                                      | United International Pictures |
| 1998  | International Monitor Awards | Meilleurs effets visuels électroniques de génériques d'entrée et de fermeture |                               |
| 1998  | Goldene Leinwand             | Trois millions d'entrées en dix-huit mois                                     | United International Pictures |
| 1998  | Golden Reel Awards           | Meilleur montage sonore d'un film étranger                                    |                               |

### Nominations
Le film obtient les nominations suivantes :
| Année | Cérémonie ou récompense | Prix                                                   | Lauréat(es)                                      |
| ----- | ----------------------- | ------------------------------------------------------ | ------------------------------------------------ |
| 1998  | Golden Globes           | Meilleure chanson originale                            | Tomorrow Never Dies                              |
| 1998  | Saturn Awards           | Meilleur film d'action, d'aventures ou thriller        |                                                  |
| 1998  | Saturn Awards           | Meilleure musique                                      | David Arnold                                     |
| 1998  | Saturn Awards           | Meilleure actrice dans un second rôle                  | Teri Hatcher                                     |
| 1998  | European Film Awards    | Acteur européen de l'année                             | Pierce Brosnan                                   |
| 1998  | Satellite Awards        | Meilleure chanson originale                            | Tomorrow Never Dies                              |
| 1998  | MTV Movie Awards        | Meilleure séquence d'action                            | La course poursuite entre la moto et hélicoptère |
| 1998  | MTV Movie Awards        | Meilleur combat                                        | Michelle Yeoh                                    |
| 1999  | Grammy Awards           | Meilleure chanson écrite spécifiquement pour le cinéma | Tomorrow Never Dies                              |

## Autour du film

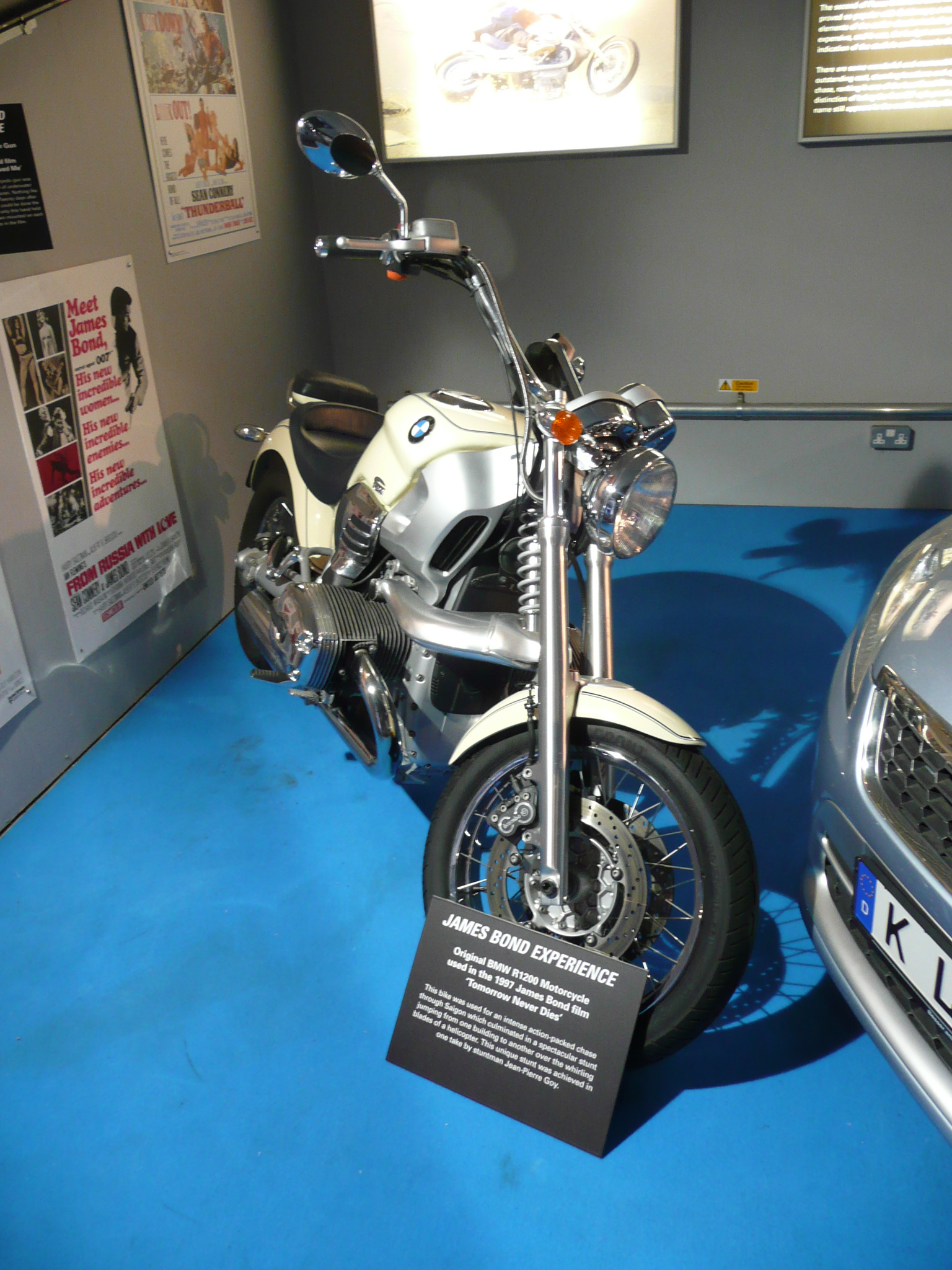
James Bond saute au-dessus de l'hélicoptère sur cette BMW R1200C.

- Les vaisseaux furtifs ne sont pas une invention des scénaristes. Le navire de Carver est inspiré du Sea Shadow, construit par Lockheed pour l'US Navy dans les années 1980.
- Vedette de films d'arts martiaux hongkongais, Michelle Yeoh, qui interprète Wai Lin, maîtrise si bien les arts martiaux qu'elle a tourné la plupart de ses scènes de combat et d'autres cascades, dont la descente en « marchant » le long du mur du QG de Carver, à Hambourg.
- L'acteur Ricky Jay, qui interprète Henry Gupta, est considéré comme l'un des meilleurs prestidigitateurs du monde. Il a travaillé en tant que consultant « tours de magie » sur de nombreux films, dont L'Illusionniste (2006).
- Quand Henry Gupta espionne la conversation de Paris Carver disant « Dis-moi James, tu dors toujours avec une arme sous ton traversin ? », le programme Avid apparaît sur son écran ; en réalité, ce programme ne sert pas à espionner mais au montage vidéo.
- Il s'agit du deuxième film de la saga dans lequel 007 est doté d'une BMW.
- Lorsque Bond confie sa BMW Série 7 au voiturier du Carver Media Group, il déclare en allemand : « Lassen sie nicht stören », ce qui signifie : « Ne vous laissez pas embêter. » Dans la version doublée en allemand, ceci fut changé en « Nicht alles glauben, was sie sagt », soit « Ne croyez pas tout ce qu'elle dit ».
- Le personnage de Jack Wade apparaissait déjà dans GoldenEye.
- Alors que James Bond et Wai Lin sont à la recherche du navire furtif d'Elliot Carver, l'ile de Ko Tapu (es) — située dans la baie de Phang Nga en Thaïlande — est visible à l'arrière-plan. Connue dans la région comme l'« île de James Bond », elle abritait l'antre de Scaramanga dans L'Homme au pistolet d'or (1974).
- Les scènes censées se dérouler au Viêt Nam sont contredites par l'écriture figurant sur le bateau de pêche et les enseignes dans la rue : les caractères ne correspondent pas à l'écriture vietnamienne Quốc ngữ.
- Après trente-cinq ans de bons et loyaux services, Bond raccroche son Walther PPK. Dans Demain ne meurt jamais, il s'arme d'un Walther plus moderne, le P99, provenant de l'arsenal de Wai Lin.
- À Hambourg, « Q » se fait passer pour un employé d'Avis, une compagnie de location de voitures ; sa plaque d'identification porte, de manière tout à fait appropriée, le nom de « Quinten Quigley ».
- La scène de la réception d'Elliot Carver à Hambourg nécessita l'engagement de 500 extras, dont 20 mannequins qui portaient des vêtements signés Vivienne Westwood et Thierry Mugler. Des robes scintillantes vinrent s'y ajouter pour renforcer l'attrait visuel de la foule.
- Le personnage d'Elliot Carver apparaît comme une satire des magnats du XXe siècle. Par exemple, Carver cite le nom de William Randolph Hearst dans la dernière séquence du film. Par ailleurs, lorsque « M » demande à Moneypenny de faire la rubrique nécrologique de Carver à la fin du film, elle déclare que les autorités pensent que le magnat des médias se serait suicidé à bord de son yacht. C'est une référence à Robert Maxwell, magnat de la presse britannique, disparu dans des circonstances mystérieuses, sur son yacht, le 5 novembre 1991, et dont l'enquête avait conclu au suicide. Enfin, le plan d'Elliot Carver dans le film évoque la chaîne télévisée américaine CNN au moment de la guerre du Golfe en 1991. En effet, c'est sa couverture médiatique qui lui a permis de se faire connaitre à l'international, en diffusant en continu les informations en provenance du conflit[20].
- Une référence à la saga Star Wars (dont on fêtait cette année les vingt ans) est faite dans le film et plus précisément à L'Empire contre-attaque (1980). En effet, Elliot Carver cite les unes de sa prochaine édition dont l'une est « L'Empire contre-attaquera » et ajoute : « J'aime beaucoup ce dernier titre, il n'est même pas de moi ! ».
- Carver annonce la bienvenue à Saïgon à Bond et Wai Lin, alors que la ville a été rebaptisée Hô Chi Minh-Ville en 1975.

## Novélisation
Demain ne meurt jamais a fait l'objet d'une novélisation par Raymond Benson, dont l'histoire reprend le scénario du film écrit par Bruce Feirstein (en). Elle fut publiée en 1997 au Royaume-Uni sous le titre de Tomorrow Never Dies avant de paraître la même année en France aux éditions Claude Lefrancq, avec une traduction de Patrick Delperdange, sous le titre de Demain ne meurt jamais. La novélisation reprend fidèlement le scénario du film et la plupart des scènes coupées avec toutefois quelques petites modifications et ajouts.